# Düpą
Düpą – polski zespół rockowy, założony w Krakowie w 1980 przez Piotra Marka, Andrzeja Bieniasza i Andrzeja Potoczka.

## Historia zespołu
Zespół powstał w 1981 roku z inicjatywy Piotra Marka. Piotr Marek tak opisał pochodzenie nazwy zespołu:

Nazwą zespołu jest człon wyrazowy pochodzenia antropomorficznego wyrażony rzeczownikiem rodzaju żeńskiego pierwszej deklinacji. Zespół Düpą jest grupą twórczą otwartą dla wszystkich, którzy chcą działać twórczo w walce z komercją i eklektyzmem. Zespół Düpą jest zespołem muzyczno-teatralnym opierającym swoją działalność na profesjonalistach i amatorach różnych dziedzin sztuki. Pod hasłem głoszonym niegdyś przez grupę twórczą Nowa Improwizacja: „Twórczość zbiorowa wyzwala wartości moralne”, zespół Düpą poprzez swobodne zachowanie na scenie i improwizacje muzyczne, aktorskie stara się sparafrazować różne rodzaje muzyki oraz zachowanie się na scenie gwiazd roka, rocka, rge, raga, reggae, ska, sky itp. Program zespołu Düpą nosi nazwę Wór Jurandaizemsta Hegara

Na przełomie 1981 i 1982 roku zespół nagrał swoje utwory na dwóch kasetach magnetofonowych. Wkrótce potem twórczością zespołu zainteresował się Tomasz Stańko, zaś styl grania Piotra Marka wykorzystał zespół Izrael, który podziękował Markowi na albumie Biada, biada, biada. Od 1982 roku zespół koncertował głównie podczas imprez w prywatnym mieszkaniu Piotra „Hegara” Marka, później jego działania stały się bardziej regularne. Trzonem zespołu byli: Piotr Marek (wokal i krótko gitara basowa), Andrzej Bieniasz (gitara), Andrzej Potoczek (gitara) oraz Franz Dreadhunter (gitara basowa). W 1985 zespół zagrał koncert prowadzony przez Piotra Skrzyneckiego w Piwnicy pod Baranami. Planowane było wydanie zarejestrowanego materiału z tego koncertu jako płyty CD. W tym samym roku zespół zgłosił się do Festiwalu w Jarocinie, do koncertu jednak nie doszło, ponieważ tuż przed festiwalem lider zespołu, Piotr Marek, popełnił samobójstwo.
Utwór „W krainie ciemności” wykorzystano na ścieżce dźwiękowej filmu Suplement.
Pozostali muzycy zespołu założyli jesienią 1985 zespół Püdelsi. W 1988 roku Püdelsi wraz z Korą wydali album Bela Pupa, na której znalazły się piosenki Düpą. W 1997 roku Püdelsi wydali album Narodziny Zbigniewa: Pudelsi grają Dupą.

## Skład
- Piotr „Hegar” Marek – wokal, gitara basowa
- Andrzej „Pudel” Bieniasz – gitara
- Andrzej „Przeslawny Potoczek” Potoczek – gitara
- Franz Dreadhunter – gitara basowa
- Bogusław Renczyński – wokal
- Robert „Rozi” Hilczer – wokal
- Jeanne Giovanos – wokal
- Alan Sors – perkusja
- Artur Hajdasz – perkusja
- Andrzej „Gutek” Zagalski – perkusja
- Maciej „Biedrona” Biedrzycki – saksofon

Z zespołem współpracowali także:
- Jarosław Szlagowski
- Marek Piekarczyk
- Witold Szczurek
- Jan Pilch